# Indophaea dispar
Indophaea dispar är en trollsländeart som först beskrevs av Jules Pièrre Rambur 1842.  Indophaea dispar ingår i släktet Indophaea och familjen Euphaeidae. Inga underarter finns listade i Catalogue of Life.